# The Eras Tour

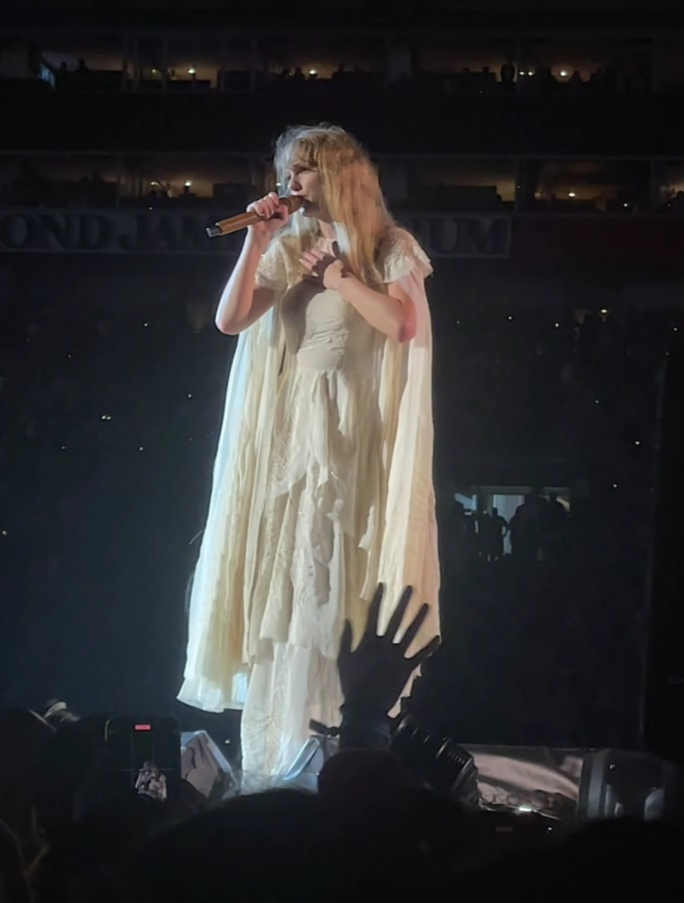
Zdjęcie wykonania piosenki august z albumu folklore

The Eras Tour – szósta trasą koncertową Taylor Swift. Po tym, jak przez pandemię COVID-19 nie koncertowała z albumami studyjnymi Lover (2019), Folklore (2020) i Evermore (2020), Swift wyruszyła w trasę koncertową The Eras Tour, aby promować wszystkie swoje albumy, w tym Midnights (2022) oraz najnowszy, wydany podczas trasy The Tortured Poets Department (2024). To jej druga stadionowa trasa, zaraz po Reputation Stadium Tour z 2018 roku. Północno amerykańska część trasy The Eras Tour rozpoczęła się 17 marca 2023 roku w Glendale w Arizonie, a zakończyła się 9 grudnia 2024 roku w Vancouver w Kanadzie.
Trasa ta stała się najbardziej dochodową trasą koncertową w historii i pierwszą, która zarobiła ponad 1 miliard i 2 miliardy dolarów przychodu.
Swift opisała pojedynczy koncert The Eras Tour jako podróż przez wszystkie jej muzyczne epoki, trwającą ponad trzy godziny i składającą się z 44 piosenek podzielonych na 10 aktów, które koncepcyjnie przedstawiają albumy Taylor. Trasa zyskała uznanie krytyków dzięki swojej koncepcji, produkcji i muzykalności, a także dzięki wokalowi, charyzmie, wytrzymałości i wszechstronności Swift jako artystki.
Zainteresowanie biletami na trasę The Eras Tour zostało opisane przez media jako bezprecedensowe i astronomiczne, co potwierdza fakt, że 3,5 miliona osób zarejestrowało się w programie przedsprzedaży Ticketmaster na etap w USA. Mimo iż strona internetowa firmy uległa awarii tuż po rozpoczęciu przedsprzedaży 15 listopada, tego samego dnia sprzedano ponad 2,4 miliona biletów na trasę, co stanowi rekord pod względem największej liczby biletów na koncert sprzedanych przez artystę w ciągu jednego dnia.
W ramach trasy wokalistka wystąpiła również w Polsce. Koncerty na PGE Narodowym w Warszawie odbyły się w dniach 1–3 sierpnia 2024 roku. Swift jest pierwszą w historii artystką, która w obiekcie zaplanowała 3 koncerty w ramach jednej trasy.
Koncerty w Wiedniu, które były zaplanowane na dni 8–10 sierpnia 2024 roku zostały odwołane z powodu zagrożenia terrorystycznego wykrytego przez austriacką policję.

## Tło ogłoszenia trasy
W 2018 roku Taylor Swift wyruszyła w swoją piątą trasę koncertową, Reputation Stadium Tour, promującą jej szósty album studyjny, Reputation (2017). Trasa ta okazała się najbardziej dochodową trasą koncertową po Stanach Zjednoczonych w historii. Jednak w związku z pandemią COVID-19 na początku 2020 roku Swift zmuszona była odwołać swoją planowaną szóstą trasę koncertową, zatytułowaną wówczas Lover Fest, która miała wspierać jej siódmy album studyjny, Lover (2019), i obejmować występy na stadionach, w parkach oraz na festiwalach w Europie. Od 2018 roku Swift nie koncertowała, ale zdołała wydać trzy albumy studyjne – Folklore (2020), Evermore (2020) i Midnights (2022). W 2021 roku artystka ponownie nagrała swoje dwa wcześniejsze albumy, Fearless (Taylor’s Version) i Red (Taylor’s Version).
W październiku 2022 roku, przed premierą albumu Midnights, brytyjska strona internetowa Taylor Swift pośrednio potwierdziła zbliżającą się trasę koncertową, oferując dostęp do specjalnego kodu przedsprzedażowego na nadchodzące, jeszcze nieogłoszone daty koncertów w Wielkiej Brytanii dla klientów, którzy zamówili album Midnights w przedsprzedaży. Kilka dni później, w programie The Tonight Show Jimmy’ego Fallona, Swift powiedziała, że „powinna wyruszyć w trasę koncertową” i że „kiedy nadejdzie czas, to zrobi”. Wkrótce potwierdziła, że trasa koncertowa odbędzie się „wkrótce” podczas swojego występu w programie The Graham Norton Show.

## Lista koncertów
The Eras Tour składa się ze 149 koncertów. Pełna lista występów:
| Data               | Miasto           | Państwo           | Obiekt                          | Support                       | Frekwencja       | Dochód           |
| Ameryka Północna   | Ameryka Północna | Ameryka Północna  | Ameryka Północna                | Ameryka Północna              | Ameryka Północna | Ameryka Północna |
| ------------------ | ---------------- | ----------------- | ------------------------------- | ----------------------------- | ---------------- | ---------------- |
| 17 marca           | Glendale         | Stany Zjednoczone | State Farm Stadium              | Paramore Gayle                | –                | –                |
| 18 marca           | Glendale         | Stany Zjednoczone | State Farm Stadium              | Paramore Gayle                | –                | –                |
| 24 marca           | Las Vegas        | Stany Zjednoczone | Allegiant Stadium               | Beabadoobee Gayle             | –                | –                |
| 25 marca           | Las Vegas        | Stany Zjednoczone | Allegiant Stadium               | Beabadoobee Gayle             | –                | –                |
| 31 marca           | Arlington        | Stany Zjednoczone | AT&T Stadium                    | Muna Gayle                    | –                | –                |
| 1 kwietnia         | Arlington        | Stany Zjednoczone | AT&T Stadium                    | Beabadoobee Gracie Abrams     | –                | –                |
| 2 kwietnia         | Arlington        | Stany Zjednoczone | AT&T Stadium                    | Beabadoobee Gracie Abrams     | –                | –                |
| 13 kwietnia        | Tampa            | Stany Zjednoczone | Raymond James Stadium           | Beabadoobee Gayle             | –                | –                |
| 14 kwietnia        | Tampa            | Stany Zjednoczone | Raymond James Stadium           | Beabadoobee Gracie Abrams     | –                | –                |
| 15 kwietnia        | Tampa            | Stany Zjednoczone | Raymond James Stadium           | Beabadoobee Gracie Abrams     | –                | –                |
| 21 kwietnia        | Houston          | Stany Zjednoczone | NRG Stadium                     | Beabadoobee Gracie Abrams     | –                | –                |
| 22 kwietnia        | Houston          | Stany Zjednoczone | NRG Stadium                     | Beabadoobee Gracie Abrams     | –                | –                |
| 23 kwietnia        | Houston          | Stany Zjednoczone | NRG Stadium                     | Beabadoobee Gracie Abrams     | –                | –                |
| 28 kwietnia        | Atlanta          | Stany Zjednoczone | Mercedes-Benz Stadium           | Beabadoobee Gracie Abrams     | –                | –                |
| 29 kwietnia        | Atlanta          | Stany Zjednoczone | Mercedes-Benz Stadium           | Beabadoobee Gracie Abrams     | –                | –                |
| 30 kwietnia        | Atlanta          | Stany Zjednoczone | Mercedes-Benz Stadium           | Muna Gayle                    | –                | –                |
| 5 maja             | Nashville        | Stany Zjednoczone | Stadion Nissan                  | Phoebe Bridgers Gracie Abrams | –                | –                |
| 6 maja             | Nashville        | Stany Zjednoczone | Stadion Nissan                  | Phoebe Bridgers Gayle         | –                | –                |
| 7 maja             | Nashville        | Stany Zjednoczone | Stadion Nissan                  | –                             | –                | –                |
| 12 maja            | Filadelfia       | Stany Zjednoczone | Lincoln Financial Field         | Phoebe Bridgers Gayle         | –                | –                |
| 13 maja            | Filadelfia       | Stany Zjednoczone | Lincoln Financial Field         | Phoebe Bridgers Gayle         | –                | –                |
| 14 maja            | Filadelfia       | Stany Zjednoczone | Lincoln Financial Field         | Phoebe Bridgers Gracie Abrams | –                | –                |
| 19 maja            | Foxborough       | Stany Zjednoczone | Gillette Stadium                | Phoebe Bridgers Gayle         | –                | –                |
| 20 maja            | Foxborough       | Stany Zjednoczone | Gillette Stadium                | Phoebe Bridgers Gayle         | –                | –                |
| 21 maja            | Foxborough       | Stany Zjednoczone | Gillette Stadium                | Phoebe Bridgers Gracie Abrams | –                | –                |
| 26 maja            | East Rutherford  | Stany Zjednoczone | MetLife Stadium                 | Phoebe Bridgers Gayle         | –                | –                |
| 27 maja            | East Rutherford  | Stany Zjednoczone | MetLife Stadium                 | Phoebe Bridgers Gracie Abrams | –                | –                |
| 28 maja            | East Rutherford  | Stany Zjednoczone | MetLife Stadium                 | Phoebe Bridgers Owenn         | –                | –                |
| 2 czerwca          | Chicago          | Stany Zjednoczone | Soldier Field                   | Girl in Red Owenn             | –                | –                |
| 3 czerwca          | Chicago          | Stany Zjednoczone | Soldier Field                   | Girl in Red Owenn             | –                | –                |
| 4 czerwca          | Chicago          | Stany Zjednoczone | Soldier Field                   | Muna Gracie Abrams            | –                | –                |
| 9 czerwca          | Detroit          | Stany Zjednoczone | Ford Field                      | Girl in Red Gracie Abrams     | –                | –                |
| 10 czerwca         | Detroit          | Stany Zjednoczone | Ford Field                      | Girl in Red Owenn             | –                | –                |
| 16 czerwca         | Pittsburgh       | Stany Zjednoczone | Acrisure Stadium                | Girl in Red Gracie Abrams     | –                | –                |
| 17 czerwca         | Pittsburgh       | Stany Zjednoczone | Acrisure Stadium                | Girl in Red Owenn             | –                | –                |
| 23 czerwca         | Minneapolis      | Stany Zjednoczone | U.S. Bank Stadium               | Girl in Red Gracie Abrams     | –                | –                |
| 24 czerwca         | Minneapolis      | Stany Zjednoczone | U.S. Bank Stadium               | Girl in Red Owenn             | –                | –                |
| 30 czerwca         | Cincinnati       | Stany Zjednoczone | Paycor Stadium                  | Muna Gracie Abrams            | –                | –                |
| 1 lipca            | Cincinnati       | Stany Zjednoczone | Paycor Stadium                  | Muna                          | –                | –                |
| 7 lipca            | Kansas City      | Stany Zjednoczone | GEHA Field at Arrowhead Stadium | Muna Gracie Abrams            | –                | –                |
| 8 lipca            | Kansas City      | Stany Zjednoczone | GEHA Field at Arrowhead Stadium | Muna Gracie Abrams            | –                | –                |
| 14 lipca           | Denver           | Stany Zjednoczone | Empower Field at Mile High      | Muna Gracie Abrams            | –                | –                |
| 15 lipca           | Denver           | Stany Zjednoczone | Empower Field at Mile High      | Muna Gracie Abrams            | –                | –                |
| 22 lipca           | Seattle          | Stany Zjednoczone | Lumen Field                     | Haim Gracie Abrams            | –                | –                |
| 23 lipca           | Seattle          | Stany Zjednoczone | Lumen Field                     | Haim Gracie Abrams            | –                | –                |
| 28 lipca           | Santa Clara      | Stany Zjednoczone | Levi’s Stadium                  | Haim Gracie Abrams            | –                | –                |
| 29 lipca           | Santa Clara      | Stany Zjednoczone | Levi’s Stadium                  | Haim Gracie Abrams            | –                | –                |
| 3 sierpnia         | Los Angeles      | Stany Zjednoczone | SoFi Stadium                    | Haim Gracie Abrams            | –                | –                |
| 4 sierpnia         | Los Angeles      | Stany Zjednoczone | SoFi Stadium                    | Haim Owenn                    | –                | –                |
| 5 sierpnia         | Los Angeles      | Stany Zjednoczone | SoFi Stadium                    | Haim Gayle                    | –                | –                |
| 7 sierpnia         | Los Angeles      | Stany Zjednoczone | SoFi Stadium                    | Haim Gracie Abrams            | –                | –                |
| 8 sierpnia         | Los Angeles      | Stany Zjednoczone | SoFi Stadium                    | Haim Gracie Abrams            | –                | –                |
| 9 sierpnia         | Los Angeles      | Stany Zjednoczone | SoFi Stadium                    | Haim Gayle                    | –                | –                |
| 24 sierpnia        | Meksyk           | Meksyk            | Foro Sol                        | Sabrina Carpenter             | –                | –                |
| 25 sierpnia        | Meksyk           | Meksyk            | Foro Sol                        | Sabrina Carpenter             | –                | –                |
| 26 sierpnia        | Meksyk           | Meksyk            | Foro Sol                        | Sabrina Carpenter             | –                | –                |
| 27 sierpnia        | Meksyk           | Meksyk            | Foro Sol                        | Sabrina Carpenter             | –                | –                |
| Ameryka Południowa |                  |                   |                                 |                               |                  |                  |
| 9 listopada        | Buenos Aires     | Argentyna         | Estadio River Plate             | Sabrina Carpenter Louta       | –                | –                |
| 11 listopada       | Buenos Aires     | Argentyna         | Estadio River Plate             | Sabrina Carpenter Louta       | –                | –                |
| 12 listopada       | Buenos Aires     | Argentyna         | Estadio River Plate             | Sabrina Carpenter Louta       | –                | –                |
| 17 listopada       | Rio de Janeiro   | Brazylia          | Estádio Olímpico Nilton Santos  | Sabrina Carpenter             | –                | –                |
| 19 listopada       | Rio de Janeiro   | Brazylia          | Estádio Olímpico Nilton Santos  | Sabrina Carpenter             | –                | –                |
| 20 listopada       | Rio de Janeiro   | Brazylia          | Estádio Olímpico Nilton Santos  | Sabrina Carpenter             | –                | –                |
| 24 listopada       | São Paulo        | Brazylia          | Allianz Parque                  | Sabrina Carpenter             | –                | –                |
| 25 listopada       | São Paulo        | Brazylia          | Allianz Parque                  | Sabrina Carpenter             | –                | –                |
| 26 listopada       | São Paulo        | Brazylia          | Allianz Parque                  | Sabrina Carpenter             | –                | –                |

| Data             | Miasto         | Państwo           | Obiekt                     | Support           | Frekwencja     | Dochód         |
| Azja i Oceania   | Azja i Oceania | Azja i Oceania    | Azja i Oceania             | Azja i Oceania    | Azja i Oceania | Azja i Oceania |
| ---------------- | -------------- | ----------------- | -------------------------- | ----------------- | -------------- | -------------- |
| 7 lutego         | Tokio          | Japonia           | Tokyo Dome                 | –                 | –              | –              |
| 8 lutego         | Tokio          | Japonia           | Tokyo Dome                 | –                 | –              | –              |
| 9 lutego         | Tokio          | Japonia           | Tokyo Dome                 | –                 | –              | –              |
| 10 lutego        | Tokio          | Japonia           | Tokyo Dome                 | –                 | –              | –              |
| 16 lutego        | Melbourne      | Australia         | Melbourne Cricket Ground   | Sabrina Carpenter | –              | –              |
| 17 lutego        | Melbourne      | Australia         | Melbourne Cricket Ground   | Sabrina Carpenter | –              | –              |
| 18 lutego        | Melbourne      | Australia         | Melbourne Cricket Ground   | Sabrina Carpenter | –              | –              |
| 23 lutego        | Sydney         | Australia         | Accor Stadium              | Sabrina Carpenter | –              | –              |
| 24 lutego        | Sydney         | Australia         | Accor Stadium              | Sabrina Carpenter | –              | –              |
| 25 lutego        | Sydney         | Australia         | Accor Stadium              | Sabrina Carpenter | –              | –              |
| 26 lutego        | Sydney         | Australia         | Accor Stadium              | Sabrina Carpenter | –              | –              |
| 2 marca          | Singapur       | Singapur          | Singapore National Stadium | Sabrina Carpenter | –              | –              |
| 3 marca          | Singapur       | Singapur          | Singapore National Stadium | Sabrina Carpenter | –              | –              |
| 4 marca          | Singapur       | Singapur          | Singapore National Stadium | Sabrina Carpenter | –              | –              |
| 7 marca          | Singapur       | Singapur          | Singapore National Stadium | Sabrina Carpenter | –              | –              |
| 8 marca          | Singapur       | Singapur          | Singapore National Stadium | Sabrina Carpenter | –              | –              |
| 9 marca          | Singapur       | Singapur          | Singapore National Stadium | Sabrina Carpenter | –              | –              |
| Europa           |                |                   |                            |                   |                |                |
| 9 maja           | Paryż          | Francja           | Paris La Défense Arena     | Paramore          | –              | –              |
| 10 maja          | Paryż          | Francja           | Paris La Défense Arena     | Paramore          | –              | –              |
| 11 maja          | Paryż          | Francja           | Paris La Défense Arena     | Paramore          | –              | –              |
| 12 maja          | Paryż          | Francja           | Paris La Défense Arena     | Paramore          | –              | –              |
| 17 maja          | Sztokholm      | Szwecja           | Friends Arena              | Paramore          | –              | –              |
| 18 maja          | Sztokholm      | Szwecja           | Friends Arena              | Paramore          | –              | –              |
| 19 maja          | Sztokholm      | Szwecja           | Friends Arena              | Paramore          | –              | –              |
| 24 maja          | Lizbona        | Portugalia        | Estádio da Luz             | Paramore          | –              | –              |
| 25 maja          | Lizbona        | Portugalia        | Estádio da Luz             | Paramore          | –              | –              |
| 29 maja          | Madryt         | Hiszpania         | Santiago Bernabéu Stadium  | Paramore          | –              | –              |
| 30 maja          | Madryt         | Hiszpania         | Santiago Bernabéu Stadium  | Paramore          | –              | –              |
| 2 czerwca        | Lyon           | Francja           | Groupama Stadium           | Paramore          | –              | –              |
| 3 czerwca        | Lyon           | Francja           | Groupama Stadium           | Paramore          | –              | –              |
| 7 czerwca        | Edynburg       | Szkocja           | Murrayfield Stadium        | Paramore          | –              | –              |
| 8 czerwca        | Edynburg       | Szkocja           | Murrayfield Stadium        | Paramore          | –              | –              |
| 9 czerwca        | Edynburg       | Szkocja           | Murrayfield Stadium        | Paramore          | –              | –              |
| 13 czerwca       | Liverpool      | Anglia            | Anfield                    | Paramore          | –              | –              |
| 14 czerwca       | Liverpool      | Anglia            | Anfield                    | Paramore          | –              | –              |
| 15 czerwca       | Liverpool      | Anglia            | Anfield                    | Paramore          | –              | –              |
| 18 czerwca       | Cardiff        | Walia             | Principality Stadium       | Paramore          | –              | –              |
| 21 czerwca       | Londyn         | Anglia            | Stadion Wembley            | Paramore          | –              | –              |
| 22 czerwca       | Londyn         | Anglia            | Stadion Wembley            | Paramore          | –              | –              |
| 23 czerwca       | Londyn         | Anglia            | Stadion Wembley            | Paramore          | –              | –              |
| 28 czerwca       | Dublin         | Irlandia          | Aviva Stadium              | Paramore          | –              | –              |
| 29 czerwca       | Dublin         | Irlandia          | Aviva Stadium              | Paramore          | –              | –              |
| 30 czerwca       | Dublin         | Irlandia          | Aviva Stadium              | Paramore          | –              | –              |
| 4 lipca          | Amsterdam      | Holandia          | Johan Cruijff Arena        | Paramore          | –              | –              |
| 5 lipca          | Amsterdam      | Holandia          | Johan Cruijff Arena        | Paramore          | –              | –              |
| 6 lipca          | Amsterdam      | Holandia          | Johan Cruijff Arena        | Paramore          | –              | –              |
| 9 lipca          | Zurych         | Szwajcaria        | Letzigrund                 | Paramore          | –              | –              |
| 10 lipca         | Zurych         | Szwajcaria        | Letzigrund                 | Paramore          | –              | –              |
| 13 lipca         | Mediolan       | Włochy            | San Siro                   | Paramore          | –              | –              |
| 14 lipca         | Mediolan       | Włochy            | San Siro                   | Paramore          | –              | –              |
| 17 lipca         | Gelsenkirchen  | Niemcy            | Veltins-Arena              | Paramore          | –              | –              |
| 18 lipca         | Gelsenkirchen  | Niemcy            | Veltins-Arena              | Paramore          | –              | –              |
| 19 lipca         | Gelsenkirchen  | Niemcy            | Veltins-Arena              | Paramore          | –              | –              |
| 23 lipca         | Hamburg        | Niemcy            | Volksparkstadion           | Paramore          | –              | –              |
| 24 lipca         | Hamburg        | Niemcy            | Volksparkstadion           | Paramore          | –              | –              |
| 27 lipca         | Monachium      | Niemcy            | Olympiastadion             | Paramore          | –              | –              |
| 28 lipca         | Monachium      | Niemcy            | Olympiastadion             | Paramore          | –              | –              |
| 1 sierpnia       | Warszawa       | Polska            | PGE Narodowy               | Paramore          | –              | –              |
| 2 sierpnia       | Warszawa       | Polska            | PGE Narodowy               | Paramore          | –              | –              |
| 3 sierpnia       | Warszawa       | Polska            | PGE Narodowy               | Paramore          | –              | –              |
| 8 sierpnia       | Wiedeń         | Austria           | Ernst-Happel-Stadion       | Paramore          | –              | –              |
| 9 sierpnia       | Wiedeń         | Austria           | Ernst-Happel-Stadion       | Paramore          | –              | –              |
| 10 sierpnia      | Wiedeń         | Austria           | Ernst-Happel-Stadion       | Paramore          | –              | –              |
| 15 sierpnia      | Londyn         | Anglia            | Stadion Wembley            | Paramore          | –              | –              |
| 16 sierpnia      | Londyn         | Anglia            | Stadion Wembley            | Paramore          | –              | –              |
| 17 sierpnia      | Londyn         | Anglia            | Stadion Wembley            | Paramore          | –              | –              |
| 19 sierpnia      | Londyn         | Anglia            | Stadion Wembley            |                   | –              | –              |
| 20 sierpnia      | Londyn         | Anglia            | Stadion Wembley            |                   | –              | –              |
| Ameryka Północna |                |                   |                            |                   |                |                |
| 18 października  | Miami          | Stany Zjednoczone | Hard Rock Stadium          | Gracie Abrams     | –              | –              |
| 19 października  | Miami          | Stany Zjednoczone | Hard Rock Stadium          | Gracie Abrams     | –              | –              |
| 20 października  | Miami          | Stany Zjednoczone | Hard Rock Stadium          | Gracie Abrams     | –              | –              |
| 25 października  | Nowy Orlean    | Stany Zjednoczone | Caesars Superdome          | Gracie Abrams     | –              | –              |
| 26 października  | Nowy Orlean    | Stany Zjednoczone | Caesars Superdome          | Gracie Abrams     | –              | –              |
| 27 października  | Nowy Orlean    | Stany Zjednoczone | Caesars Superdome          | Gracie Abrams     | –              | –              |
| 1 listopada      | Indianapolis   | Stany Zjednoczone | Lucas Oil Stadium          | Gracie Abrams     | –              | –              |
| 2 listopada      | Indianapolis   | Stany Zjednoczone | Lucas Oil Stadium          | Gracie Abrams     | –              | –              |
| 3 listopada      | Indianapolis   | Stany Zjednoczone | Lucas Oil Stadium          | Gracie Abrams     | –              | –              |
| 14 listopada     | Toronto        | Kanada            | Rogers Centre              | Gracie Abrams     | –              | –              |
| 15 listopada     | Toronto        | Kanada            | Rogers Centre              | Gracie Abrams     | –              | –              |
| 16 listopada     | Toronto        | Kanada            | Rogers Centre              | Gracie Abrams     | –              | –              |
| 21 listopada     | Toronto        | Kanada            | Rogers Centre              | Gracie Abrams     | –              | –              |
| 22 listopada     | Toronto        | Kanada            | Rogers Centre              | Gracie Abrams     | –              | –              |
| 23 listopada     | Toronto        | Kanada            | Rogers Centre              | Gracie Abrams     | –              | –              |
| 6 grudnia        | Vancouver      | Kanada            | BC Place                   | Gracie Abrams     | –              | –              |
| 7 grudnia        | Vancouver      | Kanada            | BC Place                   | Gracie Abrams     | –              | –              |
| 8 grudnia        | Vancouver      | Kanada            | BC Place                   | Gracie Abrams     | –              | –              |
| Całość           | Całość         | Całość            | Całość                     | Całość            | –              | –              |